# خوسيه رومو
خوسيه رومو (بالإسبانية: José Romo) (6 ديسمبر 1993 في فنزويلا - ) هو لاعب كرة قدم فنزويلي في مركز الهجوم. شارك مع منتخب فنزويلا تحت 20 سنة لكرة القدم. أما مع النوادي، فقد لعب مع ديبورتيفو لارا وديبورتيفو ميراندا وLlaneros Escuela de Fútbol ‏.

## وصلات خارجية
- خوسيه رومو على موقع قاعدة بيانات كرة القدم.إي يو (الإنجليزية)
- خوسيه رومو على موقع Soccerway.com (الإنجليزية)